# Яхувка (Малопольське воєводство)
Яхувка (пол. Jachówka) — село в Польщі, у гміні Будзув Суського повіту Малопольського воєводства.
Населення — 995 осіб (2011).

## Історія
У 1975-1998 роках село належало до Бельського воєводства, підпорядковувалося районній адміністрації у Вадовицях.

## Демографія
Демографічна структура станом на 31 березня 2011 року:
|          | Загалом | Допрацездатний вік | Працездатний вік | Постпрацездатний вік |
| -------- | ------- | ------------------ | ---------------- | -------------------- |
| Чоловіки | 510     | 97                 | 357              | 56                   |
| Жінки    | 485     | 103                | 282              | 100                  |
| Разом    | 995     | 200                | 639              | 156                  |